# Grand Prix Maďarska 2001
Grand Prix Maďarska 2001 (XVII Magyar Nagydíj) třináctý závod 52. ročníku mistrovství světa jezdců Formule 1 a 43. ročníku poháru konstruktérů, historicky již 676. grand prix, se uskutečnila na okruhu Hungaroring.

## Výsledky

### Kvalifikace
| Pořadí | Číslo | Pilot                 | Konstruktér        | Čas      | Odstup |
| ------ | ----- | --------------------- | ------------------ | -------- | ------ |
| 1      | 1     | Michael Schumacher    | Ferrari            | 1:14.059 |        |
| 2      | 4     | David Coulthard       | McLaren - Mercedes | 1:14.860 | +0.801 |
| 3      | 2     | Rubens Barrichello    | Ferrari            | 1:14.953 | +0.894 |
| 4      | 5     | Ralf Schumacher       | Williams - BMW     | 1:15.095 | +1.036 |
| 5      | 11    | Jarno Trulli          | Jordan - Honda     | 1:15.394 | +1.345 |
| 6      | 3     | Mika Häkkinen         | McLaren - Mercedes | 1:15.411 | +1.352 |
| 7      | 16    | Nick Heidfeld         | Sauber - Petronas  | 1:15.739 | +1.680 |
| 8      | 6     | Juan Pablo Montoya    | Williams - BMW     | 1:15.881 | +1.832 |
| 9      | 17    | Kimi Räikkönen        | Sauber - Petronas  | 1:15.906 | +1.847 |
| 10     | 10    | Jacques Villeneuve    | BAR - Honda        | 1:16.212 | +2.053 |
| 11     | 9     | Olivier Panis         | BAR - Honda        | 1:16.382 | +2.323 |
| 12     | 12    | Jean Alesi            | Jordan - Honda     | 1:16.471 | +2.412 |
| 13     | 19    | Pedro de la Rosa      | Jaguar - Ford      | 1:16.543 | +2.484 |
| 14     | 18    | Eddie Irvine          | Jaguar - Ford      | 1:16.607 | +2.548 |
| 15     | 7     | Giancarlo Fisichella  | Benetton - Renault | 1:16.632 | +2.573 |
| 16     | 22    | Heinz-Harald Frentzen | Prost - Acer       | 1:17.196 | +3.137 |
| 17     | 8     | Jenson Button         | Benetton - Renault | 1:17.535 | +3.476 |
| 18     | 21    | Fernando Alonso       | Minardi - European | 1:17.624 | +3.565 |
| 19     | 23    | Luciano Burti         | Prost - Acer       | 1:18.238 | +4.179 |
| 20     | 15    | Enrique Bernoldi      | Arrows - Asiatech  | 1:18.258 | +4.199 |
| 21     | 14    | Jos Verstappen        | Arrows - Asiatech  | 1:18.389 | +4.330 |
| 22     | 20    | Tarso Marques         | Minardi - European | 1:19.139 | +5.080 |

### Závod
| Pořadí | Číslo | Jezdec                | Konstruktér      | Kola | Čas/odstoupení | Start | Body |
| ------ | ----- | --------------------- | ---------------- | ---- | -------------- | ----- | ---- |
| 1      | 1     | Michael Schumacher    | Ferrari          | 77   | 1:41:49.675    | 1     | 10   |
| 2      | 2     | Rubens Barrichello    | Ferrari          | 77   | +3.363         | 3     | 6    |
| 3      | 4     | David Coulthard       | McLaren-Mercedes | 77   | +3.940         | 2     | 4    |
| 4      | 5     | Ralf Schumacher       | Williams-BMW     | 77   | +49.687        | 4     | 3    |
| 5      | 3     | Mika Häkkinen         | McLaren-Mercedes | 77   | +1:10.293      | 6     | 2    |
| 6      | 16    | Nick Heidfeld         | Sauber-Petronas  | 76   | +1 kolo        | 7     | 1    |
| 7      | 17    | Kimi Räikkönen        | Sauber-Petronas  | 76   | +1 kolo        | 9     |      |
| 8      | 6     | Juan Pablo Montoya    | Williams-BMW     | 76   | +1 kolo        | 8     |      |
| 9      | 10    | Jacques Villeneuve    | BAR-Honda        | 75   | +2 kola        | 10    |      |
| 10     | 12    | Jean Alesi            | Jordan-Honda     | 75   | +2 kola        | 12    |      |
| 11     | 19    | Pedro de la Rosa      | Jaguar-Cosworth  | 75   | +2 kola        | 13    |      |
| 12     | 14    | Jos Verstappen        | Arrows-Asiatech  | 74   | +3 kola        | 21    |      |
| Ret    | 7     | Giancarlo Fisichella  | Benetton-Renault | 67   | Motor          | 15    |      |
| Ret    | 22    | Heinz-Harald Frentzen | Prost-Acer       | 63   | Vyjetí z tratě | 16    |      |
| Ret    | 20    | Tarso Marques         | Minardi-European | 63   | Tlak oleje     | 22    |      |
| Ret    | 9     | Olivier Panis         | BAR-Honda        | 58   | Elektronika    | 11    |      |
| Ret    | 11    | Jarno Trulli          | Jordan-Honda     | 53   | Hydraulika     | 5     |      |
| Ret    | 21    | Fernando Alonso       | Minardi-European | 37   | Brzdy          | 18    |      |
| Ret    | 8     | Jenson Button         | Benetton-Renault | 34   | Vyjetí z tratě | 17    |      |
| Ret    | 15    | Enrique Bernoldi      | Arrows-Asiatech  | 11   | Vyjetí z tratě | 20    |      |
| Ret    | 23    | Luciano Burti         | Prost-Acer       | 8    | Vyjetí z tratě | 19    |      |
| Ret    | 18    | Eddie Irvine          | Jaguar-Cosworth  | 0    | Vyjetí z tratě | 14    |      |

## Průběžné pořadí šampionátu
Pohár jezdců
| Pořadí | Jezdec             | Body |
| ------ | ------------------ | ---- |
| 1      | Michael Schumacher | 94   |
| 2      | David Coulthard    | 51   |
| 3      | Rubens Barrichello | 46   |
| 4      | Ralf Schumacher    | 44   |
| 5      | Mika Häkkinen      | 21   |

Pohár konstruktérů
| Pořadí | Konstruktér      | Body |
| ------ | ---------------- | ---- |
| 1      | Ferrari          | 140  |
| 2      | McLaren-Mercedes | 72   |
| 3      | Williams-BMW     | 59   |
| 4      | Sauber-Petronas  | 20   |
| 5      | BAR-Honda        | 16   |